# Guus Hupperts
Guus Hupperts (Heerlen, 25 aprile 1992) è un calciatore olandese, attaccante del Turkse Rangers.